# Залиманська сільська рада
Залима́нська сільська́ ра́да — колишній орган місцевого самоврядування в Балаклійському районі Харківської області. Адміністративний центр — село Залиман.

## Загальні відомості
- Залиманська сільська рада утворена в 1921 році.
- Територія ради: 92,501 км²
- Населення ради: 1 127 осіб (станом на 2001 рік)
- Територією ради протікає річка Сіверський Донець.

## Населені пункти
Сільській раді були підпорядковані населені пункти:
- с. Залиман
- с. Мирна Долина
- с. Норцівка

## Склад ради
Рада складалася з 16 депутатів та голови.
- Голова ради: Савченко Микола Вікторович
- Секретар ради: Покуса Олена Михайлівна

### Керівний склад попередніх скликань
| Прізвище, ім'я, по батькові | Основні відомості                                                                       | Дата обрання | Дата звільнення |
| --------------------------- | --------------------------------------------------------------------------------------- | ------------ | --------------- |
| Якименко Андрій Андрійович  | Сільський голова, 1961 року народження, член Комуністичної партії України               | 26.03.2006   | 13.12.2008      |
| Таран Надія Олександрівна   | Сільський голова, 1959 року народження, позапартійна                                    | 24.05.2009   | 31.10.2010      |
| Савченко Микола Вікторович  | Сільський голова, 1962 року народження, освіта середня спеціальна, член Партії регіонів | 31.10.2010   |                 |

Примітка: таблиця складена за даними сайту Верховної Ради України

### Депутати
За результатами місцевих виборів 2010 року депутатами ради стали:

#### За суб'єктами висування
| Суб'єкт висування                 | Кількість обраних депутатів | %    |
| --------------------------------- | --------------------------- | ---- |
| Партія регіонів                   | 10                          | 62,5 |
| Самовисування                     | 4                           | 25   |
| Політична партія «Сильна Україна» | 1                           | 6,3  |
| Соціалістична партія України      | 1                           | 6,3  |

#### За округами
| № округу                          | Прізвище, ім'я, по батькові    | Дата визнання обраним | Освіта             | Партійна приналежність             | Відомості про обраного депутата                                           |
| --------------------------------- | ------------------------------ | --------------------- | ------------------ | ---------------------------------- | ------------------------------------------------------------------------- |
| Партія регіонів                   |                                |                       |                    |                                    |                                                                           |
| 1                                 | Вакуленко Олександр Іванович   | 01.11.2010            | середня спеціальна | член Партії регіонів               | Балаклійське управління водного господарства, машиніст насосної станції   |
| 3                                 | Полежака Світлана Дмитрівна    | 01.11.2010            | вища               | член Партії регіонів               | Залиманська загальноосвітня школа I-III ст., вчитель                      |
| 4                                 | Дмітренко Галина Олексіївна    | 01.11.2010            | середня спеціальна | член Партії регіонів               | тимчасово не працює                                                       |
| 5                                 | Пшенична Людмила Василівна     | 01.11.2010            | середня спеціальна | член Партії регіонів               | ПП Амбрамішвілі, продавець-консультант                                    |
| 6                                 | Савченко Ольга Анатоліївна     | 01.11.2010            | вища               | член Партії регіонів               | Залиманський сільський Будинок Культури, художній керівник                |
| 8                                 | Олійник Ольга Володимирівна    | 01.11.2010            | вища               | член Партії регіонів               | Залиманська загальноосвітня школа I-III ст., вчитель                      |
| 10                                | Гребля Світлана Олексіївна     | 01.11.2010            | середня спеціальна | член Партії регіонів               | Залиманська загальноосвітня школа I-III ст., вчитель початкових класів    |
| 12                                | Покуса Олена Михайлівна        | 01.11.2010            | вища               | член Партії регіонів               | Залиманська сільська рада, секретар виконавчого комітету                  |
| 13                                | Пшенична Тетяна Миколаївна     | 07.11.2010            | середня спеціальна | член Партії регіонів               | Залиманська загальноосвітня школа, секретар                               |
| 16                                | Сова Ольга Петрівна            | 01.11.2010            | вища               | член Партії регіонів               | Залиманська загальноосвітня школа I-III ст., вчитель                      |
| Політична партія «Сильна Україна» |                                |                       |                    |                                    |                                                                           |
| 14                                | Вакуленко Сергій Олександрович | 01.11.2010            | вища               | член Соціалістичної партії України | ДП Балаклійський лісове господарство, начальник штабу                     |
| Соціалістична партія України      |                                |                       |                    |                                    |                                                                           |
| 11                                | Чередниченко Юрій Іванович     | 01.11.2010            | середня            | член Соціалістичної партії України | ВАТ «Харківгаз», слюсар з обслуговування підземних газопроводів та споруд |
| Самовисування                     |                                |                       |                    |                                    |                                                                           |
| 2                                 | Сінна Світлана Володимирівна   | 01.11.2010            | середня спеціальна | позапартійна                       | Магазин «Господарчі товари», продавець                                    |
| 7                                 | Глазунов Сергій Костянтинович  | 01.11.2010            | вища               | позапартійний                      | приватний підприємець                                                     |
| 9                                 | Харченко Юрій Євгенійович      | 01.11.2010            | вища               | позапартійний                      | тимчасово не працює                                                       |
| 15                                | Кириченко Людмила Петрівна     | 01.11.2010            | вища               | позапартійна                       | ДП «Балаклійське лісове господарство»                                     |